# Victor Magnien
Victor Magnien, nascut el 21 de novembre de 1802 a Épinal (Vosges - Lorena) i mort el 6 d'agost de 1885 a Lilla (Nord - Nord - Pas de Calais - Picardia) fou un compositor francès del romanticisme.
El 1817 fou deixeble de violí del cèlebre Kreutzer, i de guitarra amb Carulli, i va fer tants progressos en aquest instrument, que en poc temps arribà a ser un dels millors concertistes de París.
Després completà els seus coneixements a Alemanya, i el 1846 fou nomenat director del Conservatori de Lilla, donant un gran impuls a l'ensenyança. Deixà una Théorie musicale (París, 1837) i nombroses composicions per a violí i guitarra.